# Церква святого великомученика Димитрія Солунського (Раковець)
Церква святого Димитрія Солунського в селі Раковець — православний храм ПЦУ і пам'ятка архітектури 1857 року в селі Раковець Городенківського району Івано-Франківської області, Україна. Церква названа на честь святого Димитрія Солунського.

## Географія
Село Раковець, разом із церквою, знаходиться в 3 км від траси Р20 Снятин—Тязів, дорога в село перпендикулярно прилягає до траси Р20 в селі Воронів. Церква святого Димитрія розташовується в центрі села ближче до річки Дністер. Оточена горами.

## Історія
В мальовничому селі Раковець, по правий берег річки Дністер, в 1857 році розпочалося будівництво мурованої церкви на честь святого Димитрія Солунського, а вже 1858 року відбулося її освячення. Тоді ж було зведено дзвіницю у три яруси, разом з невисоким кам'яним муром навколо подвір'я храму. Згідно з історичними свідченнями тодішня церковна парафія нараховувала 1006 прихожан. Перша згадка про Архіпастирський візит в церкву святого Димитрія датується 1871 роком. А будівництво мурованого священничого дому відбулося вже через два роки, у 1873 році. Після приходу радянської влади в Україну церква продовжувала працювати, і до отримання незалежності Україною не зазнала жодних притіснень з боку комуністичної влади. Подвір'я храму у 2009 році облаштували бруківкою. Навесні 2014 року розпочалося оновлення старого храму з благословення Преосвященного Єпископа Коломийського і Косівського Юліана, а вже 23 листопада цього ж року архіпастир з церковною комісією відвідав парафію Святого Великомученика Димитрія Солунського та освятив оновлену церкву. Наразі церква святого Димитрія Солунського відноситься до Православної церкви України. У ній регулярно проводяться богослужіння і таїнства.

## Опис
Церква мурована, двоярусна. Будувалася за класичними канонами православних храмів України, їй притаманне тридільне хрестоподібне планування із відповідною внутрішньою складовою: бабинець, нава і вівтар. До вівтаря прибудована ризниця, а до нави, з обох боків, прилягають симетричні добудови. Бабинцю передує притвор з боковим входом до церкви. Головний купол, що здіймається над навою, увінчаний у верхній частині малим куполом з хрестом. На подвір'ї храму, яке обнесене кам'яним муром, біля головного входу височіє трьох’ярусна дзвіниця. Перший ярус дзвіниці мурований, а два останні яруси — виготовленні з деревини й обитті залізними пластинами. З церкви відкривається прекрасний краєвид на річку Дністер.

## Галерея

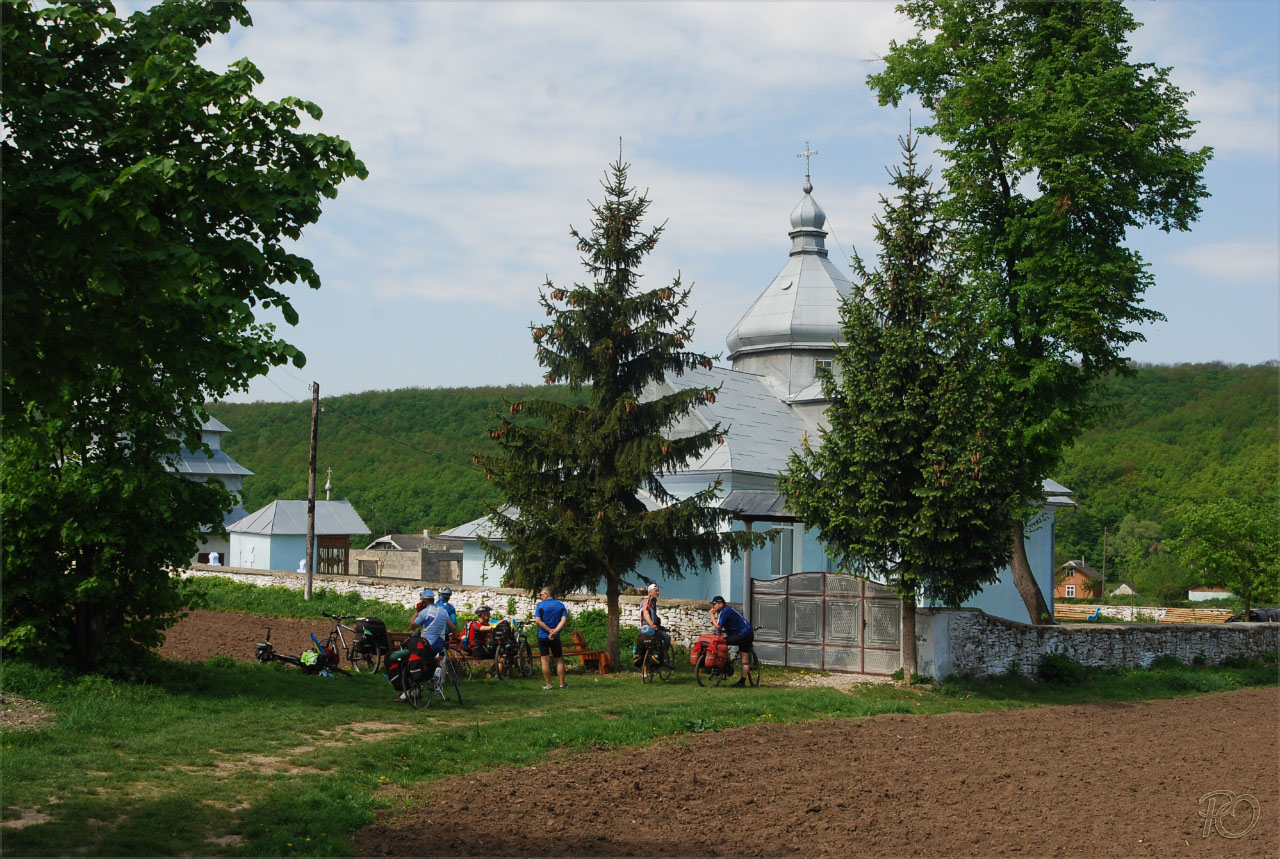
Світлина ззаду церкви
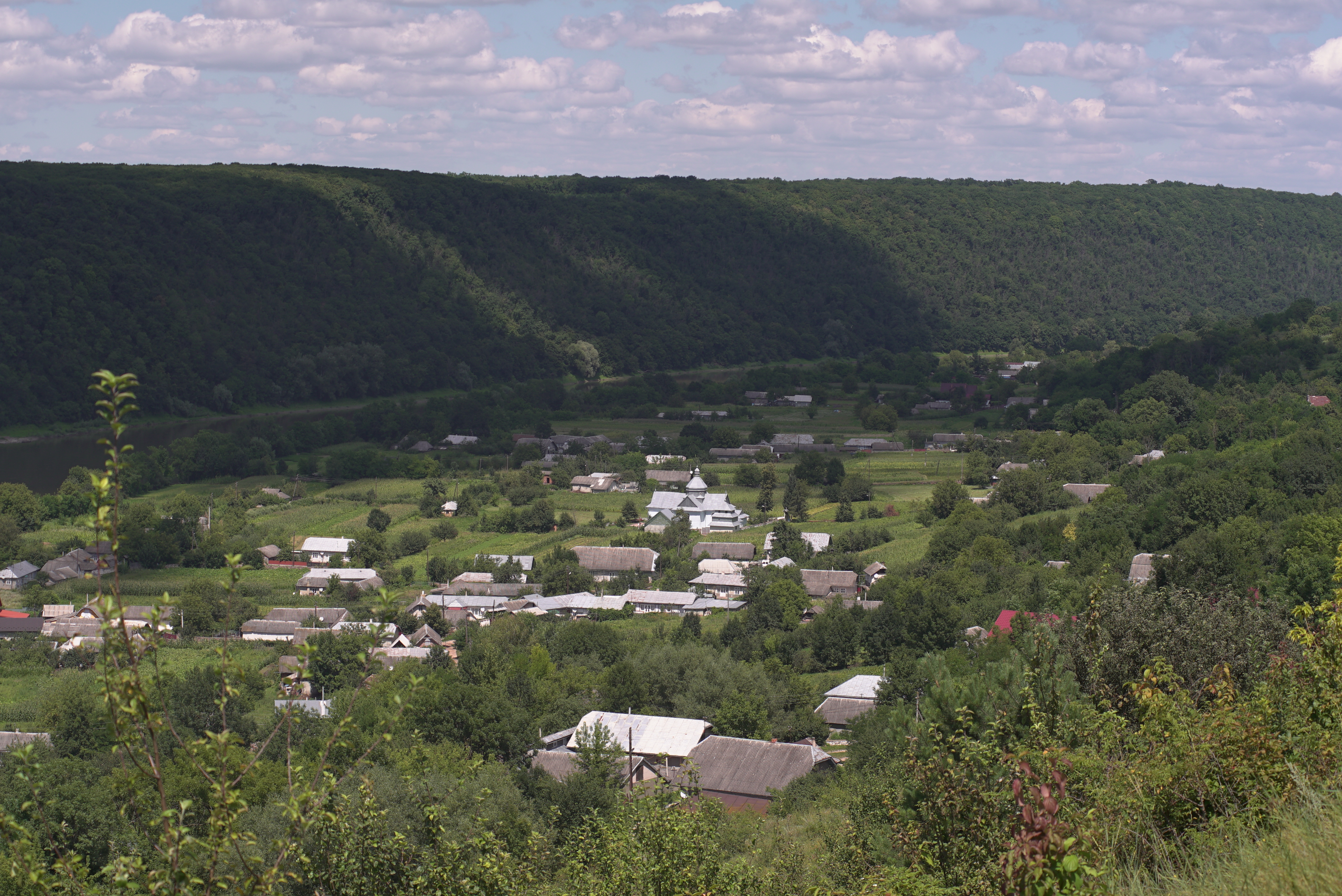
Вид з гори